# Сирийская электронная армия
Сири́йская электро́нная а́рмия (араб. الجيش السوري الإلكتروني‎, англ. Syrian Electronic Army) — группа хакеров, впервые появившаяся в Интернете в 2011 году, чтобы поддержать правительство президента Сирии Башара аль-Асада. Один из инициаторов движения сообщил, что механизм действий прост: на сайте публикуются свидетельства людей, находящихся в тех регионах страны, где, по сообщениям некоторых арабских и иностранных СМИ, происходят те или иные события. При этом свидетельства сопровождаются фото- и видеоматериалами. Помимо этого, хакеры взламывают сайты западных и некоторых арабских СМИ и правительств, распространяющих лживую, по мнению СЭА, информацию о конфликте в Сирии.

## Деятельность
СЭА проводит деятельность в четырёх ключевых направлениях:
1. Хакерские атаки и слежка в отношении сайтов сирийских повстанцев.
2. Хакерские атаки на сайты западных и арабских СМИ, которые, по их мнению, распространяют враждебные сирийскому правительству новости (BBC News, Associated Press, Аль-Джазира, Financial Times, Daily Telegraph, The Washington Post и прочие).
3. Хакерские и спамовые атаки на популярные аккаунты в Facebook (например, страницы президента США Барака Обамы и бывшего президента Франции Николя Саркози).
4. Глобальный кибершпионаж за враждебными СМИ, оборонными предприятиями США, иностранными посольствами, а также за аккаунтами и сайтами западных правительств.